# Ceice (re di Trachinia)
Ceice (in greco antico: Κήϋξ?, Kēüx) è un personaggio della mitologia greca. Fu un re di Trachinia.

## Genealogia
Fu il padre di Ippaso, Ila e Themistinoe.

## Mitologia
Durante le guerre per la conquista del Peloponneso accolse Eracle nel suo regno, e in seguito anche i suoi figli (gli Eraclidi), offrendo loro protezione da Euristeo.
Suo figlio Ippaso appoggiò Eracle nella battaglia contro Eurito e fu ucciso.
La figlia Themistinoe sposò Cicno.